# Stenus brunnipes
Stenus brunnipes – gatunek chrząszcza z rodziny kusakowatych i podrodziny myśliczków (Steninae).
Gatunek ten został opisany w 1833 roku przez Jamesa Francisa Stephensa.
Chrząszcz o ciele długości od 3,5 do 4 mm, z wierzchu silnie punktowanym. Głowę cechuje czoło o V-kształtnie zbieżnych, głębokich wklęśnięciach bocznych. Pokrywy nie przekraczają długościom przedplecza. Początkowe tergity odwłoka pozbawione są listewek w częściach nasadowych, natomiast zaopatrzone są w rynienkowate punkty. Odnóża ubarwione są jasnobrunatnie. Stopy charakteryzuje czwarty człon z lekkim, sercowatym wcięciem.
Owad palearktyczny, w Europie rozprzestrzeniony od krajów śródziemnomorskich po Wyspy Brytyjskie i środkową część Skandynawii na północy oraz Rosję na wschodzie. Znany również z Polski. W Afryce występuje w Maroku, Algierii, Tunezji i Libii. W Azji notowany w Turcji, Syrii, Turkmenistanie, Tadżykistanie i Indiach. Zasiedla wilgotne łąki i lasy oraz pobrzeża wód, preferując podłoże szlamowate. Przebywa pod napływkami i szczątkami roślinnymi.